# Église Sainte-Croix de Rochefort-sur-Loire
L'église Sainte-Croix est une église située à Rochefort-sur-Loire, en France.

## Localisation
L'église est située dans le département français de Maine-et-Loire, sur la commune de Rochefort-sur-Loire.

## Historique
L'édifice est inscrit au titre des monuments historiques en 2008.

## Références

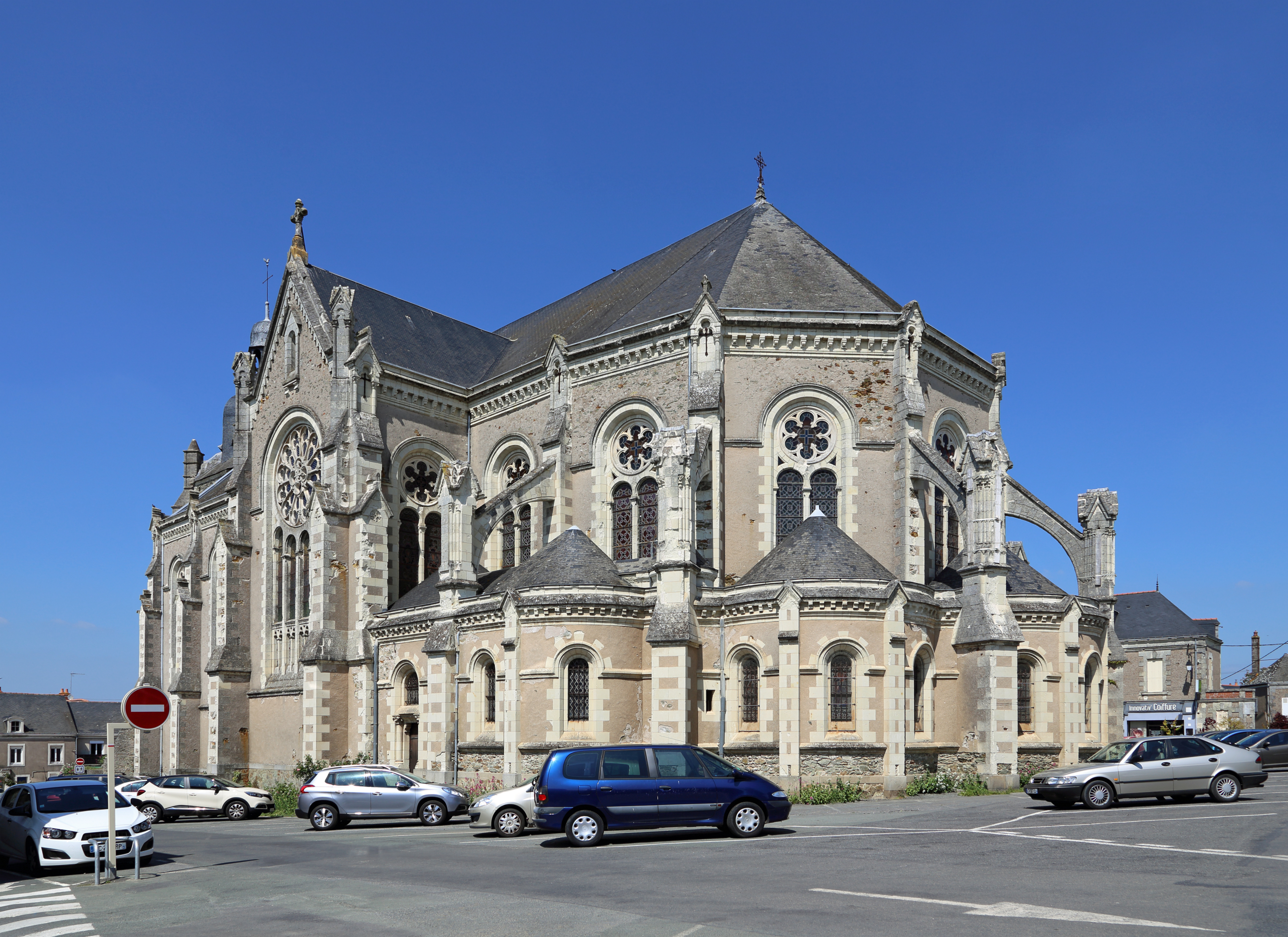
Vue extérieure